# Leerhafe
Leerhafe ist ein Ortsteil der Stadt Wittmund im gleichnamigen Landkreis Wittmund in Niedersachsen.

## Lage

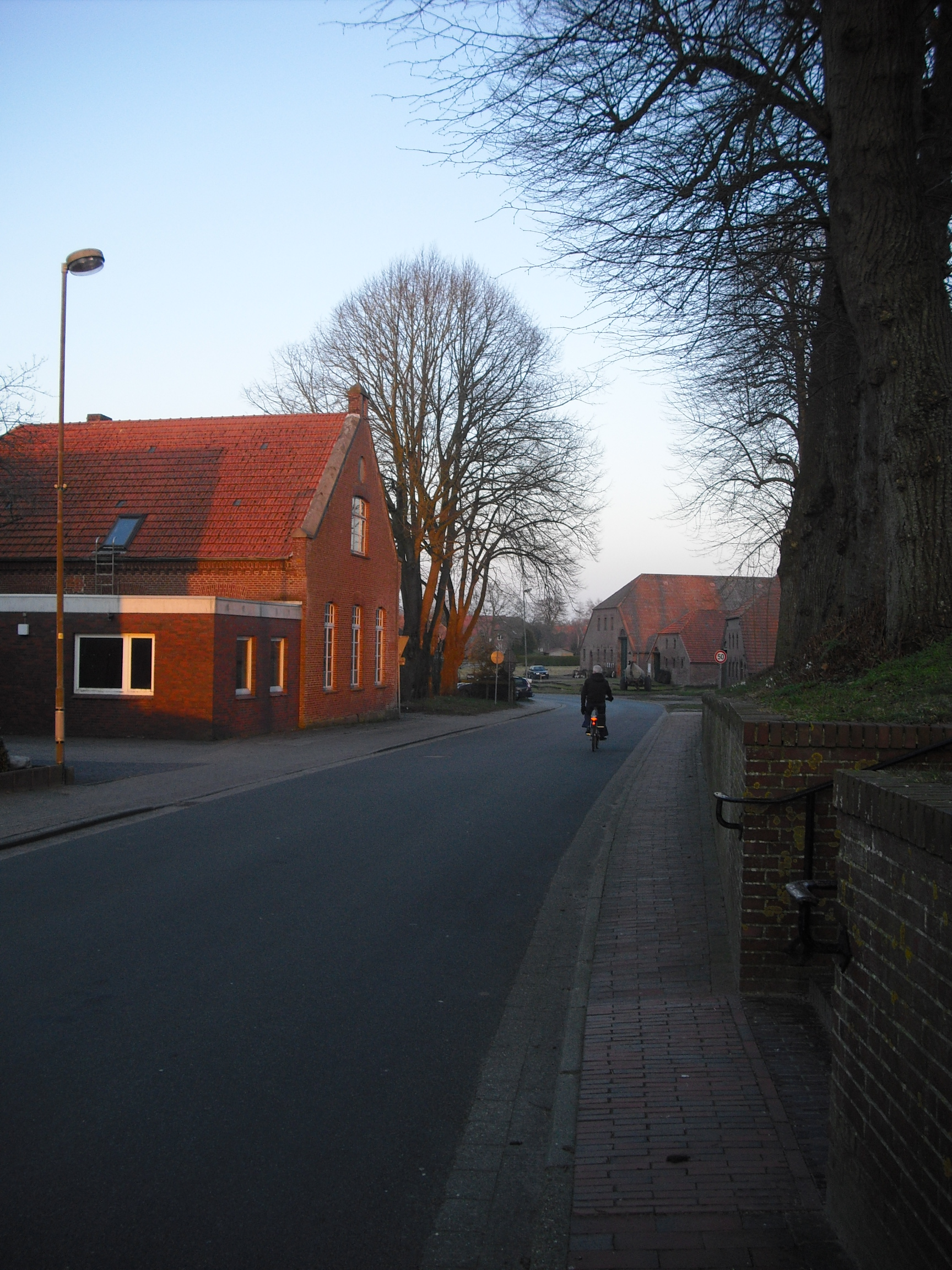
Dorfstraße in Leerhafe

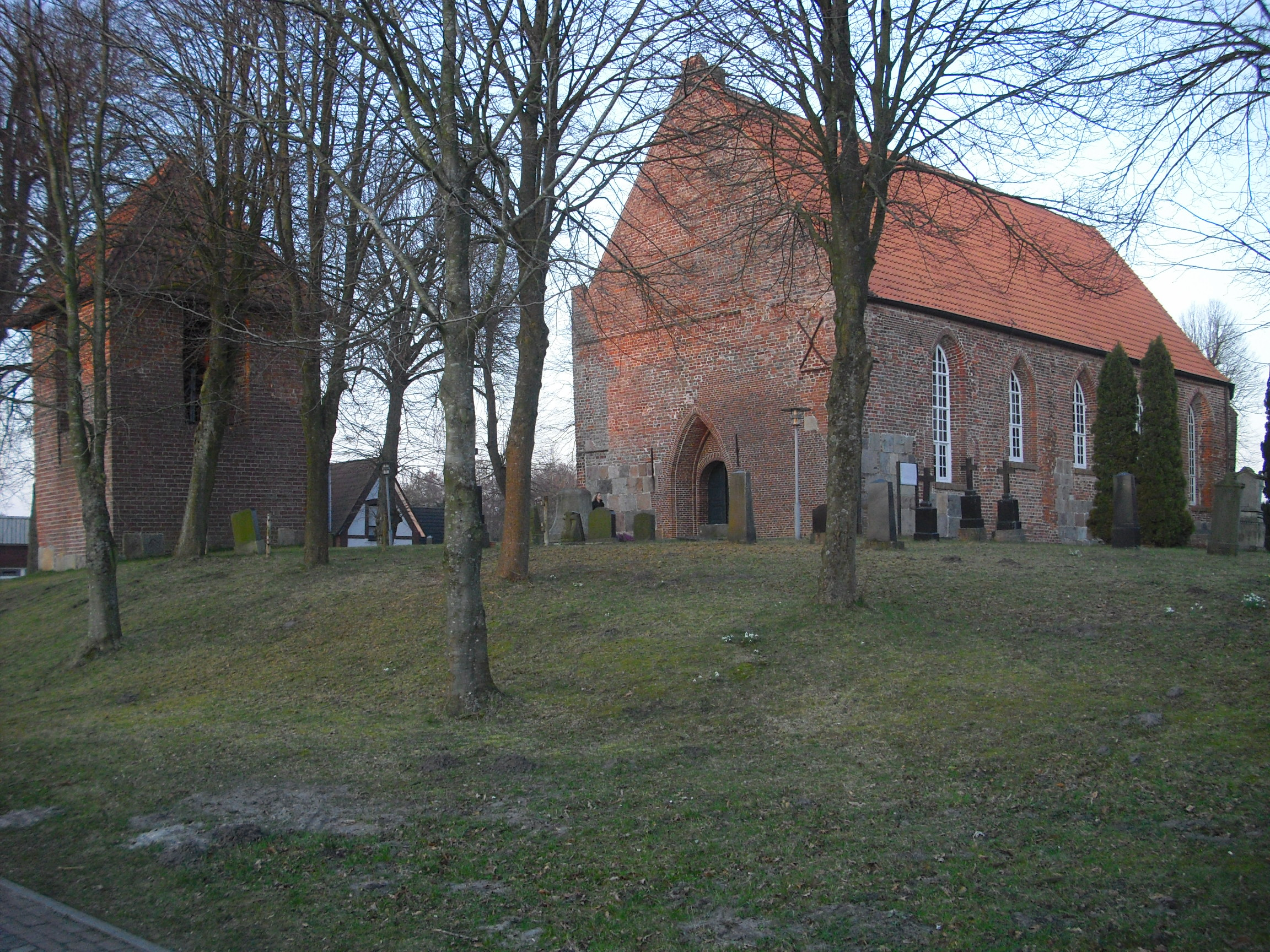
Cäcilien- und Margarethenkirche in Leerhafe

Leerhafe liegt sechs Kilometer südlich der Kernstadt von Wittmund und ist seit der kommunalen Gebietsreform ein Teil der Stadt Wittmund. Geografisch ist der Ort auf einem eiszeitlichen Geestausläufer angesiedelt, der in das östliche Marschgebiet hineinragt. Sande, Geröllmaterialien, Mergel und verwitterter Lehm bilden den Untergrund.

## Ortschaften und Wohnplätze
Zum Ortsteil Leerhafe gehören mehrere Ortschaften, Kolonien und Wohnplätze, die hier in alphabetischer Reihenfolge aufgeführt werden.
| - Burmönken - Collrungermoor - Gut Hundert Diemat | - Irmenhof - Isums - Leerhafe | - Möns - Ovelgönne - Rispel | - Rispelerhellmt - Schultenhausen - Tjüchen |

## Geschichte
Besiedlungshinweise sind in Leerhafe schon sehr früh nachzuweisen. So finden sich in der Nähe des Ortes Hügelgräber aus der Bronzezeit. Um 1400 wird der Ortsname Leerhave auf einer Kirchenglocke benannt. Aber schon 1350 wird urkundlich der Ort de Wyllale erwähnt, der abgewandelt auf das lateinische ville Lee hinweisen könnte, denn die zeitgleichen Bezeichnungen de Le (1354) und Lee (1429) benennen hier ein Vorwerk der Kommende Burmönken. Der Ortsname setzt sich somit aus den alten Bezeichnungen Lehe und Hove zusammen, die eine Kirche auf einer Anhöhe bezeichnet. Bereits 1595 ist der Ort als Lerhove auf einer Karte erfasst. 
Leerhafe gehörte ursprünglich nicht zum Herrschaftsbereich Wittmund. Vermutet wird, dass Verbindungen nach Osten in das angrenzende Östringen bestanden. Später ist Leerhafe dem Amt Friedeburg zugeordnet. Auch kirchengeschichtlich lassen sich zunächst keine Verbindungen nach Wittmund nachweisen. So ist Leerhafe im 15. Jahrhundert nicht zum Bereich der Sendkirche Wittmund gehörig. Auch in einem Kirchendokument von 1431, der die Kirchen des Auricherlandes benennt, fehlt der Ort. Der Kirchspielort wird zu dieser Zeit dem Johanniterkloster Burmönken unterstellt gewesen sein, denn das Kloster wird bereits 1319 im Zusammenhang mit den Tjücher-Mönken urkundlich erwähnt. Leerhafe lag damals im Schnittpunkt verschiedener Herrschaftsbereiche und orientierte sich sicherlich an wechselnden Kompetenzen und Zugehörigkeiten. Bestärkt wird diese These auch dadurch, dass sich 1431 der Regent des Harlingerlandes, Junker Balthasar von Esens, bitter darüber beklagte, dass die ostfriesischen Grafen ihm die Kirchspiele Leerhafe und Ardorf vorenthalten würden. 
Im 19. Jahrhundert bildeten Leerhafe, Rispel und Hovel eine gemeinsame kommunale Einheit mit jeweils politischer Autonomie. Im Zusammenhang mit kommunalen Auseinandersetzungen verselbständigte sich die Gemeinde Hovel im Jahr 1901 und trennte sich von Leerhafe. 
Am 16. August 1972 wurde Leerhafe in die Kreisstadt Wittmund eingegliedert.

## Sehenswürdigkeiten
Zu den besonderen Sehenswürdigkeiten des Ortes Leerhafe gehört die evangelisch-lutherische Cäcilien- und Margarethenkirche.  Die in ihrem vorreformatorischen Namen genannten Schutzpatroninnen sind Cäcilia von Rom und Margareta von Antiochia. Die Kirche, die auf einer sogenannten Kirchenwarft errichtet ist, hatte mehrere Vorgängerbauten. Die jetzige als spätgotische Saalkirche stammt aus dem 16. Jahrhundert. Granitquadersteine, die im Mauerwerk der Kirche eingefügt sind, gehören zur Vorgängerkirche aus der 1. Hälfte des 13. Jahrhunderts, die um 1500 wegen Baufälligkeit abgebrochen werden musste. Die Nordwand ist durch hoch sitzende, rundbogige Fenster und ein vermauertes Portal gegliedert, dessen Spitzbogen mit Blendmaßwerk geschmückt ist. In der Südwand befinden sich vier breitere, spitzbogige Fenster. Der polygone Chor weist nach Osten, das heutige Eingangsportal nach Westen. Einen besonderen Kirchturm hat die Leerhafer Kirche nie gehabt, nur den etwas abseits stehenden Glockenturm des geschlossenen Typs. Er wurde in der Zeit zwischen 1300 und 1350 westlich der Kirche errichtet.

## Entwicklung
Leerhafe ist eine bevorzugte Wohngegend im Stadtgebiet von Wittmund. Neue Baugebiete wurden erschlossen und bebaut. Leerhafe hat eine gut ausgeprägte Infrastruktur. Eine Arztpraxis und Apotheke befinden sich im Ort. Auch eine Bank, Grundschule, Kindergarten, Tankstelle, Lebensmittelmarkt und Dienstleistungsbetriebe sind im Ort angesiedelt.